# Kurszki terület
A Kurszki terület (oroszul Курская область [Kurszkaja oblaszty]) az Oroszországi Föderációt alkotó jogalanyok egyike (szubjektum), önálló közigazgatási egység. A Központi szövetségi körzethez tartozik. Székhelye Kurszk.

## Természeti földrajza
Az európai országrész középső részén fekszik. Északon az Orjoli,  északkeleten a Lipecki, keleten a Voronyezsi, délen a Belgorodi, délnyugaton és nyugaton 245 km hosszan Ukrajna Szumi területével, északnyugaton a Brjanszki területtel határos. 
Területe 29 800 km², kiterjedése észak–déli irányban 171 km, nyugat–keleti irányban 305 km.

### Domborzat, vízrajz
A terület a Kelet-európai-síkság közepén, a Közép-orosz-hátság délnyugati lejtőin fekszik. Kissé magasan fekvő, dombos, alapvetően sík vidék, 175–225 m-es átlagos magassággal. Legmagasabb pontja 288 m, legalacsonyabb részei (130–135 m) délen, a folyóvölgyekben találhatók. A legmagasabban fekvő középső területek a Tyim–Scsigri, a Dmitrov–Rilszki és a Fatyezs–Lgovi dombok egymáshoz kapcsolódó, egykori folyóvölgyekkel, árkokkal szabdalt vonulatai a Don és a Dnyeper vízválasztóján. A dombokat üledékes kőzetek csaknem vízszintes rétegei építik fel. A mészkőrétegekben több helyen (Kurszk körzetében is) karsztformák (egyebek közt barlangok) alakultak ki.
A középső vidék dombjain erednek a Don kisebb mellékfolyói: a Tyim, a Kseny, az Olim, valamint a dél felé kanyarodó Oszkol. A Dnyeper medencéjének része a Szejm, mely 500 km-en át folyik a területen, miközben felveszi két kisebb mellékvizét, a Tuszkart és Szvapat. Korenyevónál torkollik bele a Krepna patak. A déli körzetből indul útjára a Dnyeper bal oldali mellékfolyója, a Pszjol. A terület 78%-a a Dnyeper, 22%-a a Don vízgyűjtőjén fekszik, összes folyóvizeinek hossza mintegy 8000 km. Jelentősebb természetes állóvizei, lápjai nincsenek. Legnagyobb víztározói a kurszki atomerőmű számára, illetve a Szvapa folyón a mihajlovkai ércdúsító mellett épültek.

### Ásványkincsek
A híres Kurszki mágneses anomália vastartalmú kvarcit- (30–43%-os érctartalommal) és gazdagabb vasérc- (45–63%-os érctartalommal) tartalékait együttesen több mint 200 milliárd tonnára becsülik. Valójában a készletek egy kisebb része tartozik a Kurszki területhez, ahol mintegy 30 lelőhely, előfordulás ismeretes, többek között Mihajlovka, Kurbakin, Trosznyanszk, Lev Tolsztoj (település), Jacenszk, Scsigri stb. környékén. A legjelentősebb lelőhelyen, a Mihajlovkai járásban 1960 óta folyik kitermelés.
Az 1980-as évek elején több körzetben titán előfordulásokat tártak fel. Az egyik perspektivikus helyen, Viszokonovszkije Dvori település mellett az érckészlet nagyságát 319 millió m³-re becsülik.
A terület kréta mészkőből jelentős, összesen kb. 129 millió tonnára becsült tartalékokkal rendelkezik. A 15 lelőhely közül a legnagyobb (Russzkaja Konopelka) készletei meghaladják az 59 millió tonnát. Egyéb ásványkincsek közül mészkő (a cementgyártáshoz), kvarchomok (az üvegipar és a kohászat számára), agyag, foszforitok, kovaföld fordul elő.

### Éghajlat
Éghajlata mérsékelten kontinentális. Az évi középhőmérséklet északon 4,6 °C, délnyugaton 6,1 °C. Leghidegebb hónap a január, középhőmérséklete –8,6 °C, a júliusé 18,5-19,5 °C. A csapadék mennyisége északnyugatról délkelet felé haladva fokozatosan csökken, éves átlaga 584 mm. A legtöbb csapadék júniusban vagy júliusban hull, ami kedvező a mezőgazdaság számára. A központi vidéken a téli időszak november 10. körül kezdődik és átlagosan 136 napig tart. A fagymentes napok száma 150-160, a tenyészidő (5 °C feletti napi középhőmérséklet) északon 180-115, délnyugaton 190-195 napig tart.

### Növény- és állatvilág
A terület az erdős sztyepp és a sztyepp övezet határán fekszik. Északnyugati tájaira a szürke erdőtalajok, délkeleti tájaira a jó termőképességű csernozjom talajok jellemzők. Az eredeti növénytakaró csak a védelem alatt álló részeken maradt meg (a Sztreleckaja- és a Kazackaja-sztyepp). Az összterület több mint 75%-át megművelik. Az erdők részaránya 8,8%, magasabb a nyugati és jóval alacsonyabb a keleti részeken. Az erdővel borított vidékek nagy részén a lombos erdő fái: nyírfa, nyárfa, tölgy, kőris, égerfa, fűzfa jellemző. Természetes fenyőerdők csak északnyugaton, ültetett fenyvesek sokfelé, leginkább a Szejm, a Szvapa és Pszjol bal parti homokos teraszain találhatók.
56-féle emlősállatot, 265 madárfajt és 32 halfajt tartanak nyilván, ezek egy része a védett területek lakója. A nagyobb emlősöket jávor- és gímszarvas, őz, vaddisznó, farkas, vörös róka képviseli. A védett sztyeppék rétjeinek madara a mezei pacsirta, a fürj, a fogoly, a héja, a tölgyesekben vörös kánya, karvaly fészkel. Gyakori halfajok: sügér, csuka, ezüstkárász, , valamivel kevesebb a európai harcsa, a fogassüllő, a dévérkeszeg, a compó.

### Természetvédelem
A Vaszilij Vasziljevics Aljohin professzorról elnevezett természetvédelmi terület és bioszféra-rezervátum hat különálló részből áll. Nagyobbik felét két érintetlen sztyepp, a Sztreleckaja- és a Kazackaja-sztyepp képezi, nevüket a Kurszk erődjét egykor védelmező sztrelecekről és kozákokról kapták. A sztyeppe a kurszki helyőrség katonái számára fenntartott legelő, kaszáló volt, ezért is maradhatott fenn, miközben a környező földeket felszántották. A további négy részt folyók árterei, illetve reliktum növényekkel benőtt kréta- és mészkődombok alkotják. Az összesen 5287 hektárnyi védett területet 1935-ben alakították ki. Elsődleges célja a feltöretlen csernozjom, a szűz sztyeppe növénytakarójának és fajgazdagságának megőrzése.

## Történelem
A 9–10. században szláv népek lakták. Kurszk a 11. század végén már jelentős település volt, melyet az 1238-as mongol invázió során elpusztítottak. A 14. század közepétől a 16. század elejéig a litván államhoz tartozott, 1508-ban az orosz állam része lett, erődítményét 1597-ben újjáépítették. A határvidék egyik fontos erődje volt, majd miután katonai jelentősége megszűnt, kereskedővárossá fejlődött, híresek voltak a határában rendezett vásárai.

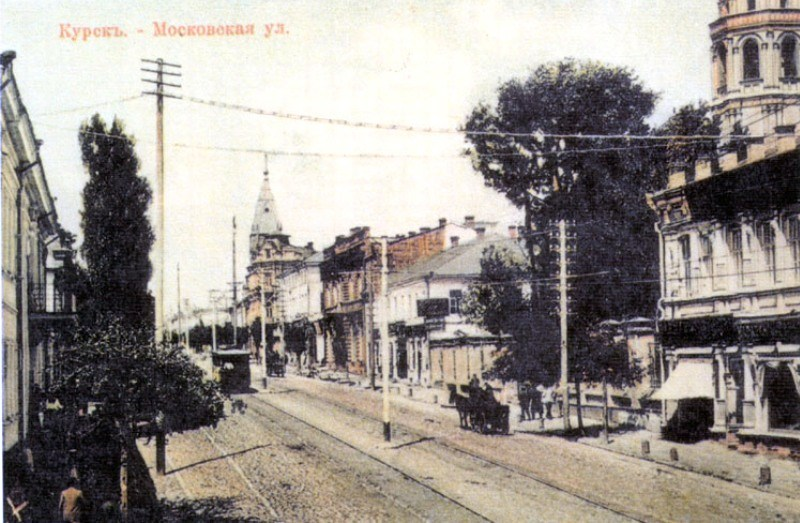
Kurszk egyik főutcája a 20. század elején

1797-ben megalakult a Kurszki kormányzóság és 130 évig állt fenn. 1928-ban a vidék a Központi csernozjom terület része lett, melynek kettéosztásával hozták létre a Voronyezsi és 1934. június 13-án a Kurszki területet. Három évvel később néhány északi járását az újonnan létrehozott Orjoli területhez csatolták. 1954-ben déli körzeteinek elcsatolásával jött létre a szomszédos Belgorodi terület mint közigazgatási egység, egy kisebb északkeleti részt pedig a Lipecki terület kapott meg.
A második világháború idején a területet a német csapatok elfoglalták, Kurszk 15 hónapig volt megszállás alatt, 1943 elején szabadult fel. A térség déli és északi határán zajlott le a háború egyik legjelentősebb, két hónapig tartó ütközete, melyet a történelem kurszki csata néven ismer. A sorsdöntő csatára Prohorovka településnél került sor, innen kapta a prohorovkai páncélosütközet nevet is.
A vidék legnagyobb részén évszázadokon át földművelést folytattak. Jelentős és gyors ütemű iparosítás csak a 20. század 50-es éveiben kezdődött. Zseleznogorszk város 1958-ban az ércdúsító kombinát, 10 évvel később Kurcsatov város az atomerőmű létesítésekor keletkezett.

## Népesség
A terület lakossága 1 199 100 fő (2005), 1965 óta folyamatosan csökken; a népsűrűség 40,2 fő/km². A városban lakók aránya összesen 62,5%, ebből több mint 45% Kurszkban és a két fiatal iparvárosban: Zseleznogorszkban és Kurcsatovban összpontosul, a további mintegy 17% kisebb városokban él.
Nemzetiségi összetétel a 2002-es népszámlálási adatok szerint (ezer fő): oroszok (1184,0); ukránok (20,9); örmények (5,9); belaruszok (2,9); cigányok (2,3); azeriek (1,9);
tatárok (1,6); moldávok (1,3); törökök (1,2); grúzok (1,0). (A többi nemzetiség 1000 fő alatt.)

### A legnépesebb települések

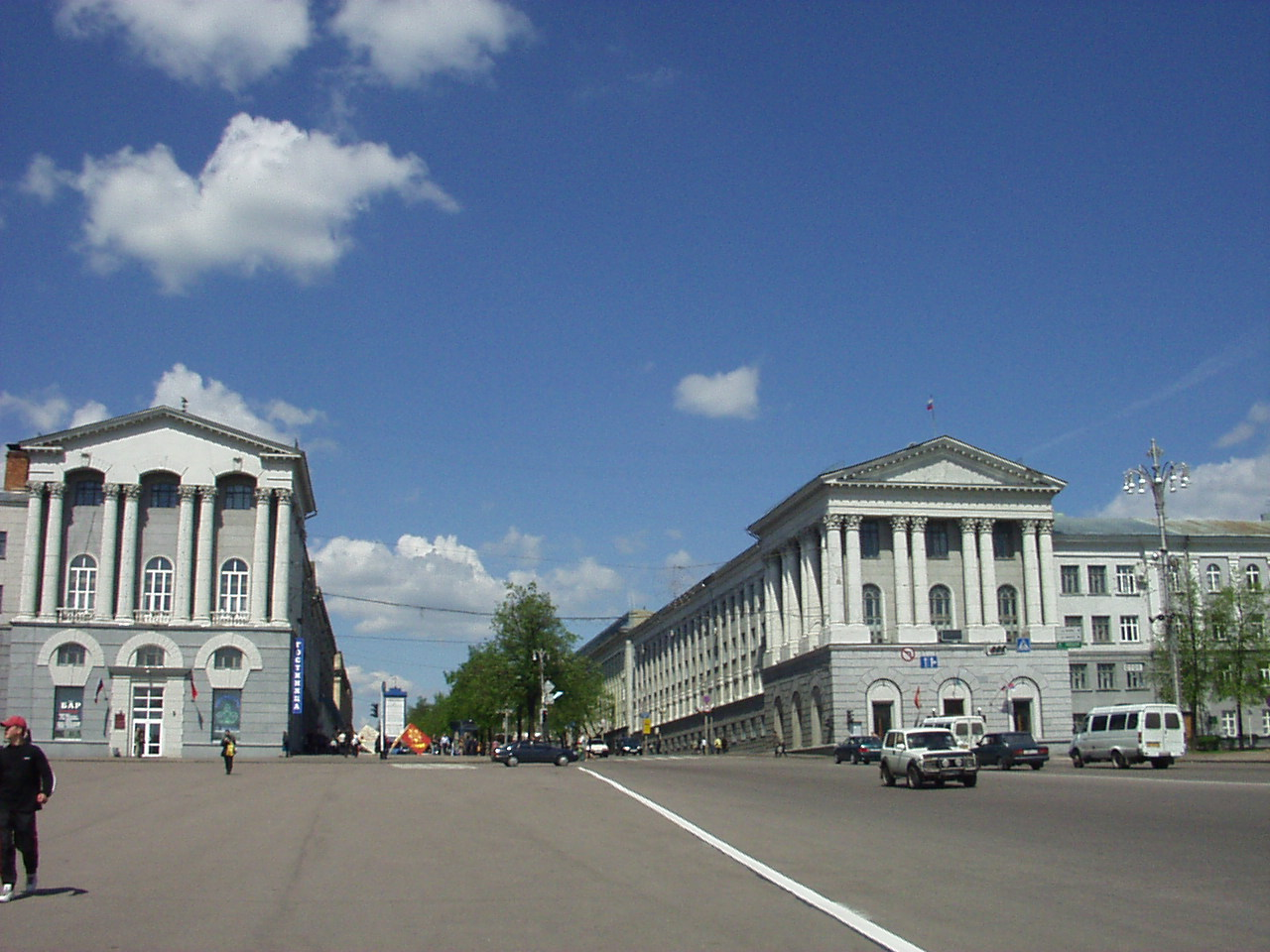
A Vörös tér Kurszkban

A lélekszám 2005. január 1-jén (ezer fő):
- Kurszk – 406,4
- Zseleznogorszk – 96,2
- Kurcsatov – 46,3
- Lgov – 22,9
- Scsigri – 18,9
- Rilszk – 17,4
- Obojany – 14,1

## Közigazgatás
A Kurszki terület élén a kormányzó áll:
- Alekszandr Nyikolajevics Mihajlov: 2000. november 18. – 2018. október 11. Először 2000-ben választották meg kormányzónak. A területi törvényhozó gyűlés 2005 tavaszán másodszor, majd 2010. március 1-jén harmadszor is kormányzóvá választotta.[2] A sorozatos kormányzócserék idején, 2018 őszén lemondott hivataláról.[3]
- Roman Vlagyimirovics Sztarovojt: 2018. október 11. – Putyin elnök rendeletével a kormányzói feladatokat a következő választásig ideiglenesen ellátó megbízott.[4]

A 2019. szeptember 8-i választáson kormányzóvá választották. Beiktatták hivatalába: szeptember 16-án.
2006 óta a Kurszki területen 540 helyi önkormányzat működik. Közülük 5 városi körzet (gorodszkoj okrug) és 28 járás (rajon), továbbá 27 városi község (gorodszkoje poszelenyije) és 480 falusi község (szelszkoje poszelenyije).
A városi körzetek és a járások a következők:

### Városi körzetek
- Kurszk
- Zseleznogorszk
- Kurcsatov
- Lgov
- Scsigri

### Járások
A közigazgatási járások neve, székhelye és 2010. évi népességszáma az alábbi:
| Magyar név                    | Orosz név              | Székhely              | Lélekszám |
| ----------------------------- | ---------------------- | --------------------- | --------- |
| Belajai járás                 | Беловский район        | Belaja                | 17 933    |
| Bolsoje Szoldatszkoje-i járás | Большесолдатский район | Bolsoje Szoldatszkoje | 12 678    |
| Cseremiszinovói járás         | Черемисиновский район  | Cseremiszinovo        | 10 347    |
| Dmitrijevi járás              | Дмитриевский район     | Dmitrijev             | 18 088    |
| Fatyezsi járás                | Фатежский район        | Fatyezs               | 18 885    |
| Gluskovói járás               | Глушковский район      | Gluskovo              | 22 661    |
| Gorsecsnojei járás            | Горшеченский район     | Gorsecsnoje           | 18 591    |
| Homutovkai járás              | Хомутовский район      | Homutovka             | 11 429    |
| Kasztornojei járás            | Касторенский район     | Kasztornoje           | 18 195    |
| Konisevkai járás              | Конышевский район      | Konisevka             | 10 594    |
| Korenyevói járás              | Кореневский район      | Korenyevo             | 18 294    |
| Kurcsatovi járás              | Курчатовский район     | Kurcsatov             | 18 021    |
| Kurszki járás                 | Курский район          | Kurszk                | 54 778    |
| Lgovi járás                   | Льговский район        | Lgov                  | 14 451    |
| Manturovói járás              | Мантуровский район     | Manturovo             | 14 349    |
| Medvenkai járás               | Медвенский район       | Medvenka              | 16 558    |
| Obojanyi járás                | Обоянский район        | Obojany               | 31 042    |
| Oktyabrszkij járás            | Октябрьский район      | Prjamicino            | 22 569    |
| Poniri járás                  | Поныровский район      | Poniri                | 11 778    |
| Prisztyenyi járás             | Пристенский район      | Prisztyeny            | 16 893    |
| Rilszki járás                 | Рыльский район         | Rilszk                | 33 158    |
| Scsigri járás                 | Щигровский район       | Scsigri               | 11 994    |
| Szolncevói járás              | Солнцевский район      | Szolncevo             | 15 382    |
| Szovjetszkiji járás           | Советский район        | Ksenszkij             | 19 080    |
| Szudzsai járás                | Суджанский район       | Szudzsa               | 26 964    |
| Tyimi járás                   | Тимский район          | Tyim                  | 11 759    |
| Zolotuhinói járás             | Золотухинский район    | Zolotuhino            | 22 914    |
| Zseleznogorszki járás         | Железногорский район   | Zseleznogorszk        | 16 289    |

## Gazdaság
Gazdasági szempontból a Kurszki terület az Oroszországi Föderáció Központi feketeföld övezetéhez tartozik. Ipari és mezőgazdasági termelése egyaránt jelentős.

### Ipar
Az ipar legfontosabb ágazata a vasércbányászat és a kohászat. Az északnyugati Mihajlovka környékén feltárt vasérclelőhelyen 1960-ban indult meg a kitermelés, és felépült a bányászváros, Zseleznogorszk. Az ércbányászatra települt Mihajlovszki Ércdúsító Kombinát 1973-ban kezdte meg a termelést. Jelenleg (2005-ben) az országban megtermelt (nyers)vas kb. 18%-át állítja elő, és innen származik a Kurszki terület költségvetési bevételeinek mintegy 20%-a. A mihajlovkai lelőhely tartalékai az ércdúsító termelését (a 2002-es kapacitással számolva) gazdagabb vasércből 43 évre, vaskvarcitból 51 évre biztosítják.

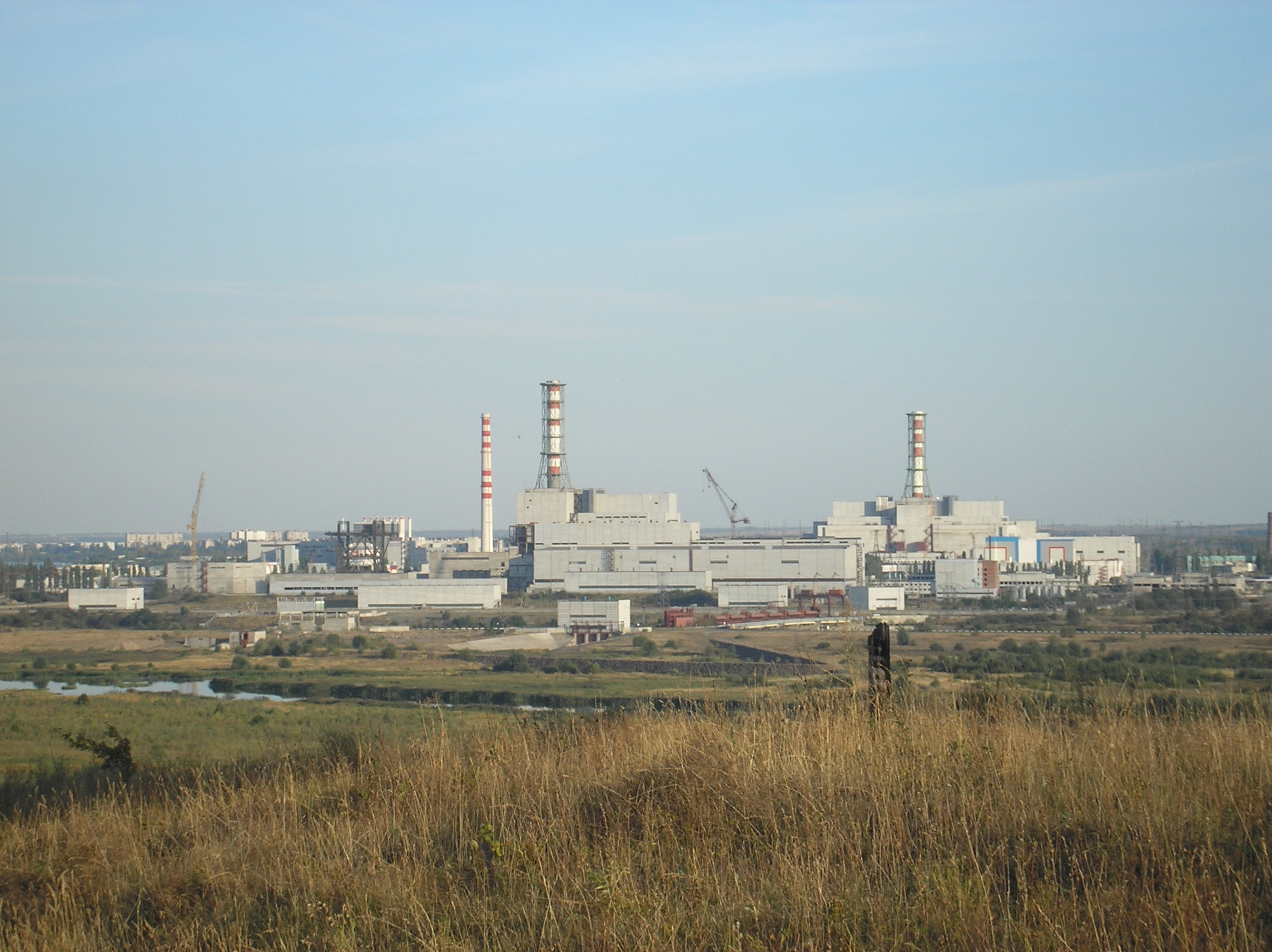
A kurszki atomerőmű

Kurszktól 40 km-re nyugatra, a Szejm folyó bal partján, Kurcsatov város mellett működik az ország harmadik legnagyobb atomerőműve. Kétszer két blokkját 1976–1985 között helyezték üzembe, az 1986-os csernobili katasztrófa után a tervezett ötödik blokk már nem került megépítésre.
A korábbi vezető ágazatok: a gépgyártás, a vegyipar termelése a Szovjetunió felbomlása után visszaesett. A feldolgozóipar vállalatainak nagy része a központban, Kurszkban koncentrálódott: mezőgazdasági és traktoralkatrészek gyára („Agromas”), csapágygyár, elektromotorok és akkumulátorok gyártása, gumitechnika, szintetikus szál előállítása. Könnyűipari üzemek több kisebb városban is sikeresen működnek és általában a helyi nyersanyagok feldolgozására specializálódtak. Ilyen például a textiliparban a kenderfeldolgozás, az élelmiszeriparban a cukorgyártás, a tejfeldolgozás, a malomipar.

### Mezőgazdaság
A természeti adottságok kedveznek a mezőgazdasági termelésnek. Az összterület több mint 75%-a művelés alatt áll, ide számítva a farmer- és a háztáji gazdaságok földjeit is. A megművelt terület legnagyobb része szántóföld, melynek 73%-át jó termőképességű csernozjom-, 25,5%-át szürke erdőtalajok alkotják. Legelők zömmel a folyóvizek völgyeiben találhatók.
A szántóföldi növénytermesztés vezető kultúrái a gabonafélék: búza, rozs, árpa. Az ipari növények közül nagy vetésterületei vannak a cukorrépának, míg az északnyugati tájakon hagyományos kender termesztése csökkent. Az állattenyésztés hagyományos ágazatai mellett egyre jelentősebb részesedése van a nagyüzemi baromfitenyésztésnek.